# WW Большого Пса
WW Большого Пса (лат. WW Canis Majoris) — двойная затменная переменная звезда типа Беты Лиры (EB) в созвездии Большого Пса на расстоянии приблизительно 1329 световых лет (около 408 парсеков) от Солнца. Видимая звёздная величина звезды — от +9,67m до +9,16m. Орбитальный период — около 2,5163 суток.

## Характеристики
Первый компонент — жёлтая звезда спектрального класса F6-G1 или G0V.
Второй компонент — жёлтый карлик спектрального класса G6V.